# Balástya
Balástya  este un sat în districtul Kistelek, județul Csongrád, Ungaria, având o populație de 3.454 de locuitori (2011). 

## Demografie
Componența etnică a satului Balástya
     Maghiari (94,2%)
     Români (3,89%)
     Necunoscut (0,87%)
     Alții (1,05%)
Componența confesională a satului Balástya
     Romano-catolici (69,34%)
     Fără religie (8,86%)
     Reformați (4%)
     Atei (1,19%)
     Necunoscută (15,2%)
     Alte religii (2,58%)
Conform recensământului din 2011, satul Balástya avea 3.454 de locuitori. Din punct de vedere etnic, majoritatea locuitorilor (94,2%) erau maghiari, cu o minoritate de români (3,89%). Apartenența etnică nu este cunoscută în cazul a 0,87% din locuitori.  Din punct de vedere confesional, majoritatea locuitorilor (69,34%) erau romano-catolici, existând și minorități de persoane fără religie (8,86%), reformați (4,0%) și atei (1,19%). Pentru 15,2% din locuitori nu este cunoscută apartenența confesională.